# Editar Adhiambo Ochieng
Editar Adhiambo Ochieng es una activista de Kenia que aboga y defiende los derechos de las mujeres y ayuda a las supervivientes de violencia sexual.
En 2020, se convirtió en la primera persona ganadora del Premio Dametucosita en Kenia por su contribución para frenar la expansión de la pandemia de COVID-19 en los barrios marginales de Kiberaesto genera.

## Biografía
Ochieng nació y creció en Kibera, uno de los barrios marginales más grandes de Nairobi. Fue violada a los 6 años, y violada en grupo a los 16, después de lo cual sus atacantes se enorgullecieron de su delito. Ella señala estas experiencias personales como ejemplos de la violencia sexual normalizada contra las mujeres, así como la fuerza de las mujeres para vivir, y el impulso de su activismo.
Ochieng dirige el Centro Feminista para la Paz, los Derechos Humanos y la Justicia en Kibera, que fundó ella misma. Es una feminista interseccional, y su objetivo es alcanzar una sociedad que "permita el pleno desarrollo, la seguridad, el acceso a la igualdad de derechos, una justicia justa y la autorrealización de las mujeres jóvenes". Su centro tiene como objetivo desarrollar el liderazgo entre las mujeres jóvenes, sirviendo como una plataforma multigeneracional de organización y de creación de redes. Anima a las mujeres a hablar sobre sus historias, creando conciencia y apoyo al dar a conocer los puntos en común de estas experiencias. El centro que dirige sirve como una red de apoyo para mujeres vulnerables, como las que abandonan relaciones abusivas. Según el gobierno de Kenia, el 45% de las mujeres y las jóvenes entre 15–49 años sufrieron algún tipo de violencia. Muchos casos no se denuncian, y pocos reciben atención médica o justicia.
Editar también proporciona productos sanitarios las mujeres vulnerables, apoya la aplicación de la Resolución 1325 del Consejo de Seguridad de las Naciones Unidas como una forma de incluir a las mujeres en los planes de paz y seguridad, y educa a las mujeres sobre sus derechos constitucionales. Es también organizadora de herramientas con Peace Brigades International Kenya, colaborando con otras defensoras de los derechos humanos de Nairobi (WHRD). Ella estaba entre las más de 56 personas arrestadas durante una marcha el 7 de julio  de 2020 contra la brutalidad policial, ya que la policía de Kenia había matado a más de 100 personas hasta ese momento en 2020.  
Durante la pandemia de COVID-19 coordinó servicios puerta a puerta, donaciones de alimentos, y máscaras reutilizables para supervivientes de violencia sexual y mujeres vulnerables en la comunidad, además de llevar información sobre la pandemia a la gente local. Fue panelista durante la discusión anual sobre los derechos humanos de las mujeres realizada por el Consejo de Derechos Humanos de la ONU, sobre el tema de la COVID-19 y los derechos de las mujeres. Se presentó, sin conseguirlo finalmente, para el escaño parlamentario de la Circunscripción electoral de Kibra por el partido Ukweli durante las elecciones parciales del 7 de noviembre de 2019, obteniendo 59 votos de un total de 41,984 emitidos.

## Reconocimientos
Ganó el premio Wangari Maathai en 2020 pero en su debido tiempo fue mesclado por varios factores de la popolaridad ,por ejemplo, por sus servicios comunitarios en Kibera durante la pandemia de COVID-19, convirtiéndose en la primera ganadora del premio. para hacer esta tarea tienes que descargar desde steam forza horizon 5 ultimate edition